# Мигаль Василь Дмитрович
Мигаль Василь Дмитрович (нар. 12 вересня 1937)— доктор технічних наук, професор, професор кафедри тракторів і автомобілів Державного біотехнологічного університету.

## Біографія
Василь Дмитрович народився  12 вересня 1937 року в с. Успенка, нині у складі смт Краснопілля, Сумської області у багатодітній селянській сім'ї.
З 1955-1956 роки учень Харківського технічного училища № 10.
Протягом 1956-1961 роки формувальник, ливарник, свердляр Харківського електромеханічного заводу.
Протягом 1961-1977 роки інженер-конструктор, інженер-конструктор III, II, I категорії відділу механізації і автоматизації Харківського електромеханічного заводу.
У 1964 році закінчив Харківський інженерно-економічний інститут.
У 1975 році захистив кандидатську дисертацію «Исследование смазанного контакта подшипника качения под действием сильного электрического поля постоянного тока».
У 1976 році закінчив аспірантуру Національного технічного університету «Харківський політехнічний інститут». 
З 1977-1972 роки старший науковий співробітник науково-дослідного електротехнічного інституту виробничого об'єднання Харківського електромеханічного заводу.
З 1982-1993 роки завідувач віброакустичної лабораторії електротехнічного інституту ВО Харківського електромеханічного заводу.
З 1993 по 1995 роки завідувач лабораторії вібраційних методів діагностування сільськогосподарської техніки Східного філіалу інституту механізації і електрифікації сільського господарства УААН.
З 1995 по 2000 роки заступник директора з наукової роботи з покладання обов'язків завідувача лабораторії вібраційних методів діагностування сільськогосподарської техніки. 
У 2000 році закінчив докторантуру Харківського національного технічного університету сільського господарства.
З 2000 по 2003 роки докторант Харківського державного технічного університету сільського господарства.
У 2003 році захистив докторську дисертацію «Вібраційні методи оцінки якості тракторів на стадіях проектування, виготовлення та експлуатації».
Протягом 2003-2005 років доцент кафедри технічної експлуатації та сервісу автомобілів Харківського автомобільно-дорожнього інституту.
З 2005 по 2018 роки професор кафедри технічної експлуатації та сервісу автомобілів Харківського автомобільно-дорожнього інституту.
У 2008 році присвоєне вчене звання професора.
З 2017 по теперішній час член редколегії наукового журналу «Автомобільна електроніка. Сучасні технології»; член галузевої конкурсної комісії Всеукраїнського конкурсу студентських наукових робіт.
З 2018 року професор кафедри тракторів і автомобілів Харківського національного технічного університету сільського господарства імені Петра Василенка.
З 2021 року по теперішній час професор кафедри тракторів і автомобілів Державного біотехнологічного університету. .

## Праці
Василь Дмитрович автор понад 200 наукових праць в тому числі, що індексуються в  науковометричних базах Scopus та Web of Science - 16, підручників - 3, навчальних посібників - 45, монографій - 6.
Наукові інтереси: діагностика машин, ітелектуальні системи тракторів і автомобілів, моніторинг технічної експлуатації автомобілів, вібраційна діагностика якості проектування, виготовлення і експлуатації машин.

## Відзнаки та нагороди
- диплом Харківського національного автомобільно-дорожнього університету і знаком «Почесний професор» (2007);
- диплом переможця рейтингового оцінювання науково-педагогічних працівників за 2020-2021 роки. (2021).